# Elitzur Ramla
Le Elitzur Ramla est un club féminin israélien de basket-ball basé dans la ville de Ramla.

## Historique
À la suite de graves difficultés financières, le club se retire des compétitions européennes en cours en novembre 2012. Il enregistre le départ de ses joueuses majeures dont Shay Doron. 
Le club finit néanmoins par remporter en 2013 son neuvième titre national.
Neuf fois champion d'Israël, le club dépose le bilan en septembre 2015.

## Palmarès
- Champion d'Israël : 1996, 1998, 2000, 2004, 2005, 2007, 2008, 2011, 2013, 2019, 2022, 2023, 2024
- Vainqueur de la Coupe d'Israël : 2004, 2007, 2009, 2011, 2014, 2019
- Vainqueur de la Eurocoupe : 2011

## Entraîneurs successifs
- Depuis ? : -

## Joueuses célèbres ou marquantes
- Shay Doron
- Natasha Lacy
- Noelle Quinn